# Exposé
Exposé (també coneguda com House on Straw Hill i Trauma) és una pel·lícula de thriller psicològic britànica del 1976 que fou considerada com a video nasty durant la dècada de 1980. És un exemple de pel·lícula de baix pressupost d'explotació de la dècada de 1970, amb una quantitat significativa de contingut sexual i violent. La pel·lícula va ser finançada en part per Paul Raymond i va ser protagonitzada per Udo Kier, Linda Hayden i la símbol sexual de la dècada de 1970 Fiona Richmond. Originalment es va estrenar directament als cinemes el març de 1976 i va rebre una gran quantitat de retallades a causa del seu contingut gràfic violent i sexual. En el seu llançament cinematogràfic original es van retallar tres minuts per permetre-li un certificat X. Una versió de vídeo sense tallar va ser prohibida al Regne Unit després de l'aprovació de la Video Recordings Act 1984. Tant el vídeo del Regne Unit de 1997 com els posteriors reedicións de DVD contenen edicions significatives.

## Trama
Paul Martin (Kier) és un novel·lista que lloga una casa de camp aïllada al camp britànic per completar el seu nou llibre, un pretensiós joc sexual. Atacat per malsons paranoics recurrents, s'ha separat de la seva xicota Suzanne (Richmond) i té problemes per escriure el seu llibre. Paul contracta una secretària, Linda Hindstatt (Hayden), per escriure el manuscrit. Paul es troba amb Linda a l'estació de tren, on Linda és intimidada per un parell de joves, el que fa que en Paul els doni un maltractament. Després d'instal·lar-se a la casa, la Linda passeja per un camp on és violada pels homes però aviat es venja quan els dispara a tots dos amb una escopeta. Mentrestant, Paul segueix tenint malsons i tots els seus avenços sobre Linda són rebutjats. Linda s'insinua a la llar, desplaçant la mestressa, la senyora Aston. Quan una sospitosa senyora Aston torna a casa a la nit, és assassinada: li tallen la gola amb un ganivet. Mentre Paul i Linda treballen per completar la novel·la, demana a la Suzanne que torni només per que Linda la sedueixi. Quan la Linda i la Suzanne tenen relacions sexuals, Paul xoca el seu cotxe contra un riu, els frens han estat manipulats (presumptament) per Linda. Suzanne és assassinada a la dutxa per Linda i tot esclata en un pandemoni de violència.

## Repartiment
- Udo Kier com a Paul Martin
- Linda Hayden com a Linda Hindstatt
- Fiona Richmond com a Suzanne
- Patsy Smart com la senyora Aston
- Karl Howman com a Big Youth
- Vic Armstrong com a joveneta

En el seu llançament cinematogràfic original durant es van retallar tres minuts per permetre-li un certificat X. Una versió de vídeo sense tallar va ser prohibida al Regne Unit després de l'aprovació de la Video Recordings Act 1984. Tant el vídeo del Regne Unit de 1997 com els posteriors reediciós de DVD contenen edicions significatives.

## Producció
La casa que s'utilitzava per a la pel·lícula estava, en aquell moment, llogada pel director, James Kenelm Clarke. La casa està situada a Spring Elms Lane, Little Baddow,
Essex i és una residència privada. L'escena de la violació i l'escena final es van filmar al camp de blat que hi ha al costat del jardí posterior. Altres llocs utilitzats al voltant de Little Baddow van ser Mowden Hall Lane i la seva unió amb North Hill, el pont de Church Road quan creua el riu Chelmer i el gual a Hurrells Lane. Les escenes de l'estació van ser filmades a l'estació de ferrocarril de Hatfield Peverel.
En un documental al DVD de The Blood on Satan's Claw Hayden diu que aquesta és l'única pel·lícula que es penedeix d'haver fet i que no era la pel·lícula que havia fet originalment.
Kier va revelar la seva pròpia antipatia per la pel·lícula en una entrevista de 2014 a Empire, lamentant el fet que la seva veu fos doblada i que mai no li paguessin. També va descartar Richmond com una actriu creïble, dient "L'altra noia, Linda Hayden, era una autèntica actriu. Fiona Richmond només era una persona famosa que intentava estar nua en una pel·lícula".

## Edicions
- Udo Kier va ser doblat.[6]
- La versió actual del DVD del Regne Unit, amb classificació de 18, té uns 51 segons de talls, amb edicions a l'escena de la violació, part de la mort de Suzanne i el tret de la seva morta a la dutxa.[1]
- El 2013, Severin Films va llançar un conjunt de disc doble en Blu-ray i DVD de Exposé sota el títol, House on Straw Hill. Al preàmbul del disc, Severin afirma que aquesta versió es va crear utilitzant el negatiu original i dues impressions de la pel·lícula per donar-li la seva forma sense tallar. El temps d'execució citat és de 84 minuts.

## Remake
La pel·lícula es va tornar a fer el 2010 com Stalker (també coneguda com Exposé), dirigida per Martin Kemp, protagonitzada per Anna Brecon com a escriptora Paula Martin i Jane March com a Linda, i amb l'estrella original Linda Hayden com a "Mrs Brown".